# In odium fidei
In odium fidei é uma expressão em latim que pode ser traduzida como "no ódio à fé". Nesse caso, é sobre a fé católica. 
Esta frase é usada pela Igreja Católica para designar uma das razões mantidas para uma possível beatificação quando um de seus fiéis, clérigo ou leigo, é assassinado por um não católico por causa de sua religião. 

## No século XX
O beato Carl Lampert, sacerdote austríaco e lutador da resistência, foi guilhotinado pelos nazistas in odium fidei em 1944. 
O Servo de Deus Louis Leroy (missionário) (OMI) foi assassinado in odium fidei em 1961 no Laos durante o mesmo período de quatorze outros mártires, incluindo René Dubroux (MEP), que morreu em 1959, e Mario Borzaga (OMI), que morreu em 1960. 
Os Servos de Deus Lucien Galan (M.E.P.) e Thomas Khampheuane Inthirath foram assassinados in odium fidei em 1968 no Laos.
O beato Zbigniew Strzałkowski e Michal Tomaszek, dois franciscanos poloneses, bem como o beato Alessandro Dordi, sacerdote italiano, foram assassinados em odium fidei em 1991 no Peru. 

## No século XXI
Em 26 de julho de 2016, durante o ataque à igreja de Saint-Étienne-du-Rouvray, o padre Jacques Hamel, de 85 anos, morreu assassinado por terroristas enquanto celebrava a missa. No dia seguinte, Anthony Fisher, Arcebispo de Sydney e membro da Congregação para a Doutrina da Fé, declarou em sua homilia que Jacques Hamel foi morto em odium fidei.  Em 28 de julho, o Cardeal Sean O'Malley, membro Conselho dos Cardeais, acredita que este assassinato poderia "cumprir os critérios do martírio" se aconteceu no ódio à fé. A Rádio Vaticano continua: “Agora [a morte] do sacerdote normando, morto em pleno exercício do seu ministério sacerdotal, corresponde a esta condição. […] Caberá aos responsáveis pela Igreja da França, e particularmente pela diocese de Rouen, refletir sobre um possível processo de beatificação do Padre Jacques". Este procedimento é iniciado oficialmente na Quinta-feira Santa, 13 de abril de 2017, com a abertura do inquérito diocesano por Dominique Lebrun, arcebispo de Rouen.